# Mollā Zamān
Mollā Zamān (persiska: ملّا زمان) är en ort i Iran.   Den ligger i provinsen Kermanshah, i den västra delen av landet, 500 km väster om huvudstaden Teheran. Mollā Zamān ligger 1 370 meter över havet och antalet invånare är 199.
Terrängen runt Mollā Zamān är platt åt nordost, men åt sydväst är den kuperad.Runt Mollā Zamān är det ganska tätbefolkat, med 185 invånare per kvadratkilometer. Närmaste större samhälle är Chaqā Narges, 5,2 km norr om Mollā Zamān. Trakten runt Mollā Zamān består till största delen av jordbruksmark.